# 阿夫尔河畔圣日耳曼
阿夫尔河畔圣日耳曼（法語：Saint-Germain-sur-Avre，法語發音：[sɛ̃ ʒɛʁmɛ̃ syʁ avʁ]）是法国厄尔省的一个市镇，位于该省东南部，属于埃夫勒区。

## 地理
阿夫尔河畔圣日耳曼（48°45'54"N, 1°15'43"E）面积5.39 平方千米，位于法国诺曼底大区厄尔省，该省份为法国北部内陆省份，北起滨海塞纳省，西接奧恩省和卡爾瓦多斯省，南至厄尔-卢瓦省，东临瓦兹省、瓦兹河谷省和伊夫林省。
与阿夫尔河畔圣日耳曼接壤的市镇（或旧市镇、城区）包括：库尔德芒什、德鲁艾地区韦尔。
阿夫尔河畔圣日耳曼的时区为UTC+01:00、UTC+02:00（夏令时）。

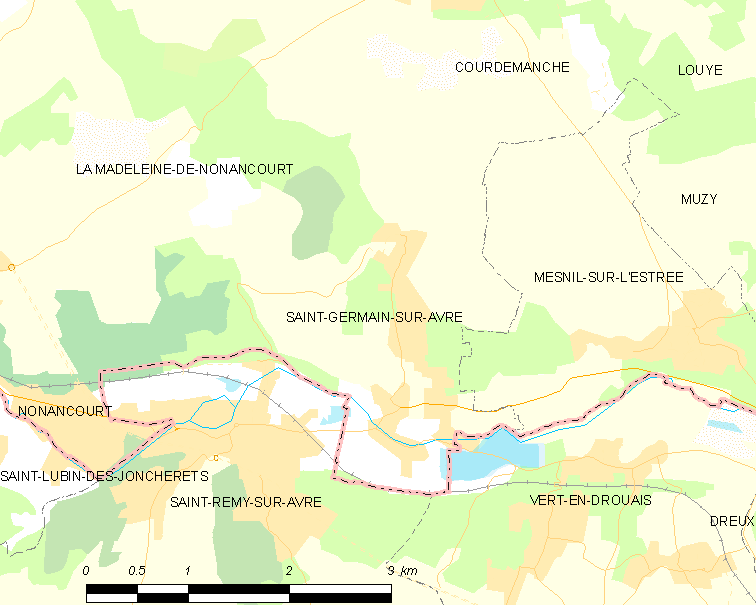
阿夫尔河畔圣日耳曼的OSM定位图

## 行政
阿夫尔河畔圣日耳曼的邮政编码为27320，INSEE市镇编码为27548。

## 政治
阿夫尔河畔圣日耳曼所属的省级选区为阿夫尔河和伊通河畔韦尔讷伊县。

## 人口

1962-2008年间阿夫尔河畔圣日耳曼人口变化图示

阿夫尔河畔圣日耳曼于2022年1月1日时的人口数量为1188人。